# Lac Aishihik
Le lac Aishihik est un lac situé au Yukon (Canada). Son nom provient d'un mot Tutchone qui fait référence à la forme de la baie du nord du lac, près du village aborigène abandonné, Aishihik Village. Les premiers habitants du village y pratiquaient une économie de subsistance, à base de chasse et de pêche.
Durant la construction de la Route de l'Alaska, un aéroport y fut temporairement installé. Mais les habitants des rives ont quitté les lieux aux alentours de 1960 pour aller vivre à Champagne & Aishihik ainsi qu'à Haines Junction afin d'y trouver d'autres ressources.
La hauteur des eaux du lac a été élevée à la suite de la construction d'un barrage, en 1970. Ses rives sont bordées d'épicéas.